# Prosthechea leopardina
Prosthechea leopardina là một loài thực vật có hoa trong họ Lan. Loài này được (Rchb.f.) Dodson & Hágsater miêu tả khoa học đầu tiên năm 1999.